# Karuse-Linnuse
Karuse-Linnuse este o arie protejată (arie specială de conservare — SAC, sit de importanță comunitară — SCI) din Estonia întinsă pe o suprafață de 413,3 ha, integral pe uscat.

## Localizare
Centrul sitului Karuse-Linnuse este situat la coordonatele 58°37′20″N 23°41′46″E / 58.6221°N 23.6961°E.

## Înființare
Situl Karuse-Linnuse a fost declarat sit de importanță comunitară în aprilie 2004 pentru a proteja 2 specii de plante. Situl a fost protejat și ca arie specială de conservare în februarie 2006.

## Biodiversitate
Situată în ecoregiunea boreală, aria protejată conține 13 habitate naturale: Pajiști uscate europene, Formațiuni de Juniperus communis pe lande sau pajiști calcaroase, Liziere de ierburi înalte hidrofile de câmpie și de nivel montan până la alpin, Fânețe de joasă altitudine (Alopecurus pratensis, Sanguisorba officinalis), Pajiști din zone de pădure fino-scandinave, Mlaștini oligotrofe degradate, capabile încă de regenerare naturală, Taiga vestică, Păduri caducifoliate bătrâne naturale hemiboreale fino-scandinave (Quercus, Tilia, Acer, Fraxinus sau Ulmus) bogate în specii epifite, Păduri de conifere pe eskere fluvioglaciare sau legate la acestea, Pășuni din zone de pădure fino-scandinave, Păduri caducifoliate de mlaștină fino-scandinave, Păduri pe pante, grohotișuri și ravene de Tilio-Acerion, Mlaștini împădurite.
La baza desemnării sitului se află mai multe specii protejate de  plante (2): Angelica palustris, mușchi (Dicranum viride).
Pe lângă speciile protejate, pe teritoriul sitului au mai fost identificate 26 de specii de păsări.